# Grono
Grono ist eine politische Gemeinde  im Schweizer Kanton Graubünden. Sie gehört zur Region Moesa.
Auf den 1. Januar 2017 fusionierten die bis dahin selbständigen politischen Gemeinden Verdabbio und Leggia mit Gemeinde Grono.

## Geographie
Grono liegt auf der rechten Seite des Flusses Moesa. Ungefähr 60 % der Gemeindefläche bestehen aus Wald und Gehölzen, 30 % aus unproduktiver Fläche. Von den nutzbaren Flächen fallen je rund 5 % auf die Siedlung wie auf die Landwirtschaft, die vor allem in Weinbau besteht.
Grono grenzt an die Gemeinden Roveredo, Buseno, Castaneda, Santa Maria in Calanca, Calanca, Lostallo und Cama. Im Osten grenzt Grono an die Gemeinden Gordona und Dosso del Liro in Italien in Richtung Comer See.

## Klima
Am 11. August 2003 wurde in Grono während der Hitzewelle in Europa 2003 mit 41,5 °C die bisher höchste Temperatur der Schweiz seit Messbeginn registriert. Grono ist damit bisher der einzige Ort der Schweiz, in dem Temperaturen von über 40 °C offiziell (vom nationalen Wetterdienst MeteoSchweiz) gemessen wurden. Die Wetterstation Grono lag damals an einem Sonnenhang auf 328 m ü. M. in den unteren Lagen des Misox. Heute liegt die Station auf dem Talboden auf 324 m ü. M.
Für die Normalperiode 1991–2020 beträgt die Jahresmitteltemperatur 10,8 °C, wobei im Januar mit 0,8 °C die kältesten und im Juli mit 20,4 °C die wärmsten Monatsmitteltemperaturen gemessen werden. Im Mittel sind hier rund 85 Frosttage und drei Eistage zu erwarten. Sommertage gibt es im Jahresmittel rund 80, während im Schnitt 17,1 Hitzetage zu verzeichnen sind.

### Klimatabelle
|                        | Jan  | Feb  | Mär  | Apr  | Mai  | Jun  | Jul  | Aug  | Sep  | Okt  | Nov  | Dez  |   |      |
| Mittl. Temperatur (°C) | 0,8  | 2,8  | 7,3  | 11,0 | 14,8 | 18,5 | 20,4 | 19,9 | 15,6 | 11,0 | 5,7  | 1,2  | ⌀ | 10,8 |
| Mittl. Tagesmax. (°C)  | 6,0  | 8,8  | 14,0 | 17,6 | 21,2 | 25,2 | 27,5 | 26,8 | 22,0 | 16,7 | 10,6 | 6,1  | ⌀ | 16,9 |
| Mittl. Tagesmin. (°C)  | −2,5 | −1,4 | 2,1  | 5,3  | 9,2  | 13,0 | 14,7 | 14,7 | 11,1 | 7,1  | 2,3  | −1,9 | ⌀ | 6,2  |
|                        |      |      |      |      |      |      |      |      |      |      |      |      |   |      |
| Niederschlag (mm)      | 58   | 49   | 62   | 106  | 142  | 154  | 145  | 164  | 138  | 134  | 147  | 71   | Σ | 1370 |
|                        |      |      |      |      |      |      |      |      |      |      |      |      |   |      |
| Regentage (d)          | 5,4  | 4,6  | 5,9  | 8,7  | 12,1 | 10,8 | 9,8  | 10,6 | 8,5  | 8,5  | 8,8  | 6,0  | Σ | 99,7 |
|                        |      |      |      |      |      |      |      |      |      |      |      |      |   |      |
| Luftfeuchtigkeit (%)   | 72   | 65   | 61   | 64   | 71   | 72   | 71   | 74   | 77   | 82   | 78   | 75   | ⌀ | 71,9 |

| −2,5 |

| −1,4 |

| 2,1 |

| 5,3 |

| 9,2 |

| 13,0 |

| 14,7 |

| 14,7 |

| 11,1 |

| 7,1 |

| 2,3 |

| −1,9 |

| −2,5 |

| −1,4 |

| 2,1 |

| 5,3 |

| 9,2 |

| 13,0 |

| 14,7 |

| 14,7 |

| 11,1 |

| 7,1 |

| 2,3 |

| −1,9 |

## Geschichte
Eines der ältesten Häuser ist der fünfstöckige Torre Fiorenzana, der sehr wahrscheinlich vor 1200 erbaut wurde. 1219 wurde de Grono mit seiner Kirche San Clemente erstmals erwähnt, 1395 wurde der Flecken de Agrono genannt. Grono gehörte zuerst zum Vikariat und zur Squadra Roveredo, es hing auch vom Kapitel San Vittore ab und wurde erst 1521 eine selbstständige Kirchgemeinde. Der Torre Fiorenzana gehörte der Familie de Sacco und war 1406 Schauplatz des Mordes an Alberto de Sacco. Der Palazzo Togni oder Ca' Rossa, das rote Haus, wurde 1721 erbaut und 1977 restauriert. Bis 2004 war es Sitz der Sektion Moesana der Pro Grigioni Italiano und ist heute im Besitz des Museo moesano, des regionalen Museums des Misox.

## Bevölkerung
| Jahr      | 1773 | 1850 | 1900 | 1950 | 2000 | 2010 | 2020 |
| Einwohner | 296  | 517  | 484  | 528  | 916  | 952  | 1397 |

Der italienischsprachige Anteil macht 85,1 % aus. Die zweithäufigste Sprache ist Deutsch mit 6,1 %, gefolgt von Serbokroatisch mit 2,2 %. Der Ausländeranteil beträgt 25,1 %.

Historisches Luftbild von Werner Friedli von 1964

## Wirtschaft
Fast die Hälfte der Bevölkerung arbeitet selbständig. Ungefähr je eine Hälfte der Einwohner ist im sekundären und tertiären Sektor tätig.
Bis in die frühen 1970er-Jahre stand in Grono eine der kleinsten Brauereien der Schweiz. Das Gebäude der Birreria Tognola ist gut erhalten, heute ist darin die Graubündner Kantonalbank untergebracht.

## Sehenswürdigkeiten
- Katholische Pfarrkirche San Clemente und Beinhaus[10][11]
- Torre Fiorenzana, ein mittelalterlicher Wohnturm aus dem 12. Jahrhundert[12]
- Ca’ Rossa (Palazzo Togni)[10][13]
- 1984: Kantonalbank Grono, Architekt: Fausto Censi und Fausto Chiaverio[14]
- 1996: Evangelisches Kirchgemeindezentrum, Architekt: Hans-Jörg Ruch
- 2007–2011: Schul- und Kinderhaus, Architekt: Raphael Zuber mit Maurus Schifferli und Patrick Gartmann

## Persönlichkeiten
- Familie de Sacco
  - Giacomo de Sacco (* um 1480 in Grono; † nach 1519), Podestà in Traona[15][16]
  - Giovanni Pietro de Sacco (* um 1500 in Grono; † 1552 ebenda), Hauptmann, Vikar in Sondrio (1537–1539)[17][16]
  - Filippo de Sacco (* um 1640 in Grono; † nach 1687 ebenda), Oberbürgermeister in Piuro (1685–1687)[18][16]
  - Enrico de Sacco (* um 1740 in Grono; † nach 1783 ebenda), aus Grono, Landvogt in Maienfeld (1781–1783)[19][16]

- Familie Tognola, eröffnete im 19. Jahrhundert in Grono eine Bierbrauerei[20]
  - Giacomo Tognola (* um 1560 in Grono; † nach 1611 ebenda), Notar, Landvogt in Maienfeld (1609–1611)[21][16]
  - Pietro Tognola (* um 1710 in Grono; † nach 1759 ebenda), Oberbürgermeister in Bormio (1757–1759)[22][16]
  - Pietro Luigi Vitale Tognola (* um 1730 in Grono; † nach 1777 ebenda), Oberbürgermeister in Bormio (1775–1777)[23]
  - Gaspare Tognola (* 1874 in Grono; † 1950 ebenda), Autor
  - Giorgio Tognola (* 1941 in Grono), Sekundarlehrer, Lokalhistoriker, Autor, wohnt in Bedano, Präsident der Fondazione Archivio a Marca[24]
  - Lulo (Giulio) Tognola (* 6. September 1947 in Grono), Graphiker, Illustrator und Karikaturist, schuf Plakate[25]

- Baldassare Splendore (* um 1620 in Grono; † nach 1657 ebenda), Oberbürgermeister in Bormio (1655–1657)[26]
- Giuseppe Filippo Nisoli (* um 1720 in Grono; † nach 1767 ebenda), Oberbürgermeister in Tirano (1765–1767)[27].
- Aurelio Bianchi-Giovini (1799–1862), Journalist
- Silvio Giovanoli (* 5. August 1902 in Chur; † 2. März 1981 ebenda), aus Soglio GR, Ehrenbürger von Grono, Bundesrichter[28]

## Sport
- Gruppo Sportivo Grono[29]

## Bilder

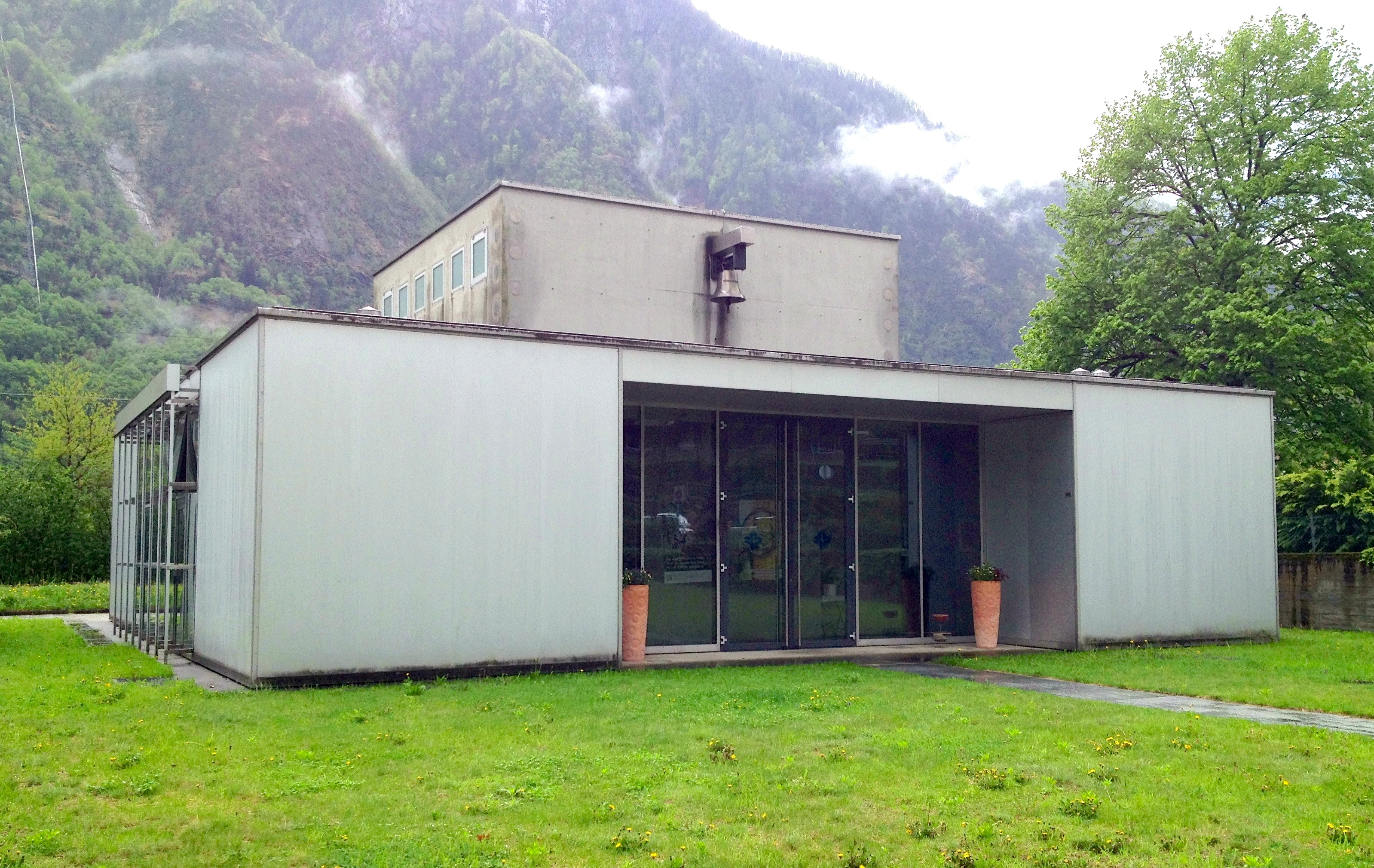
Evangelisches Zentrum
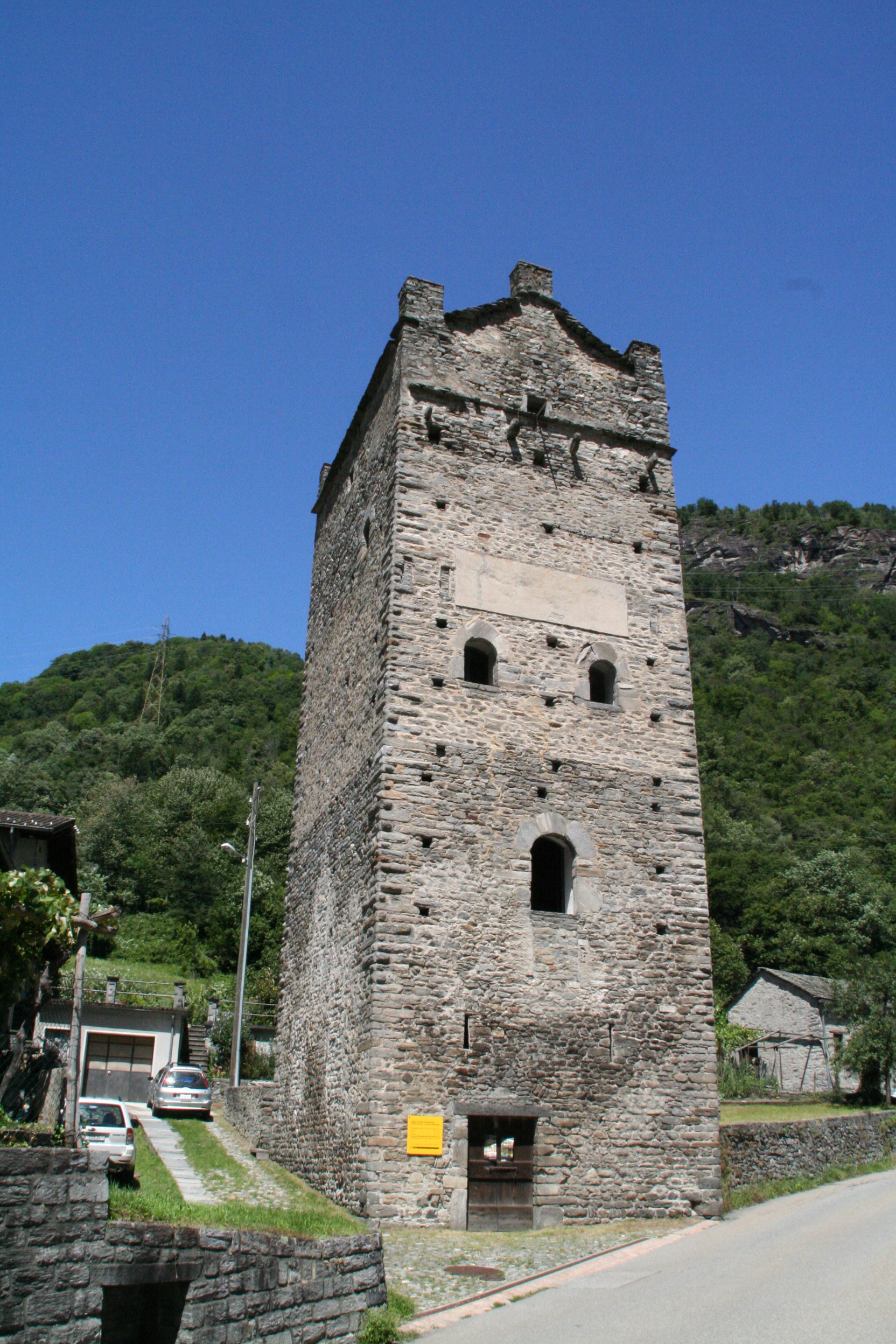
Torre Fiorenzana
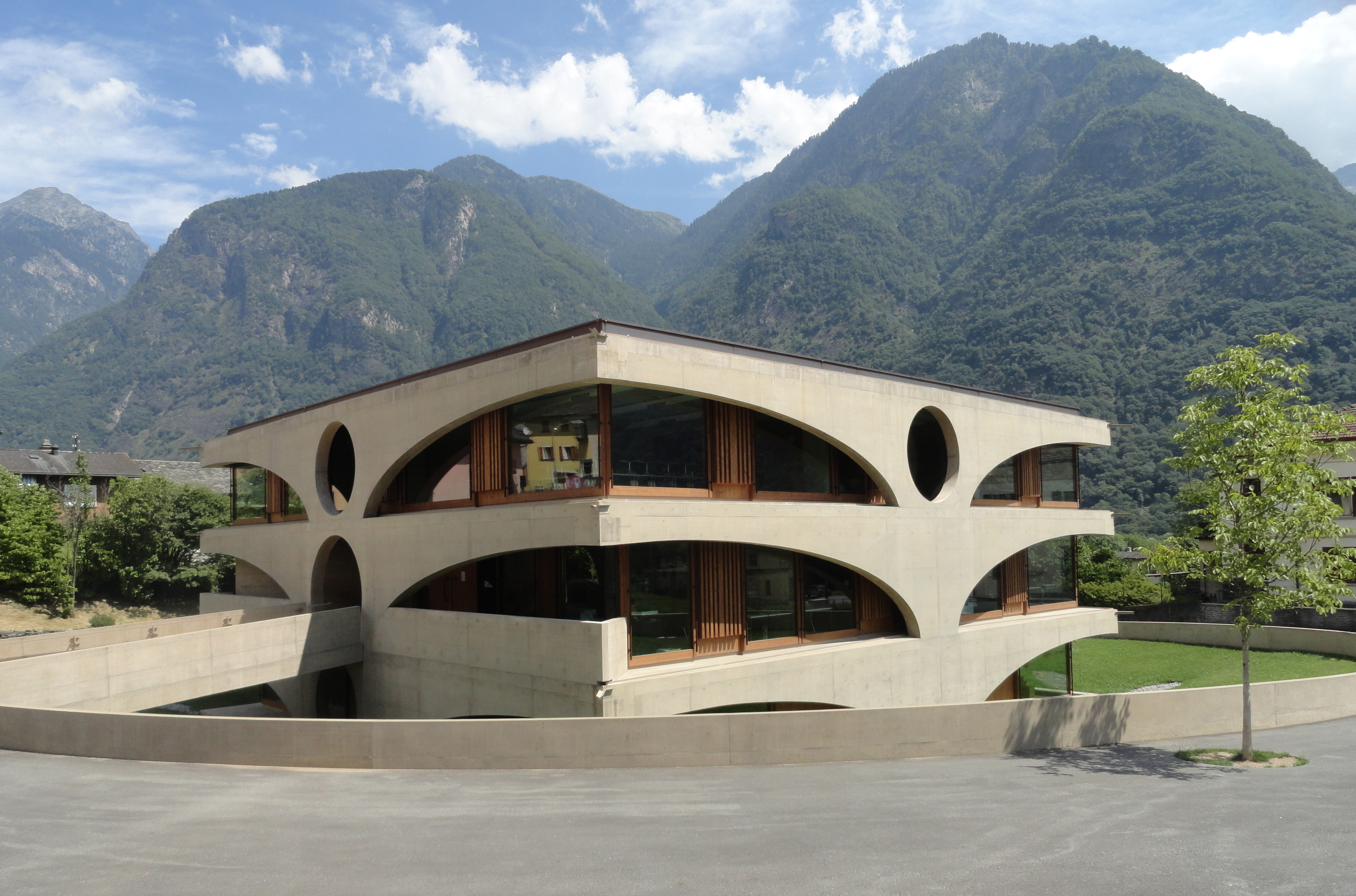
Schulhaus von Raphael Zuber
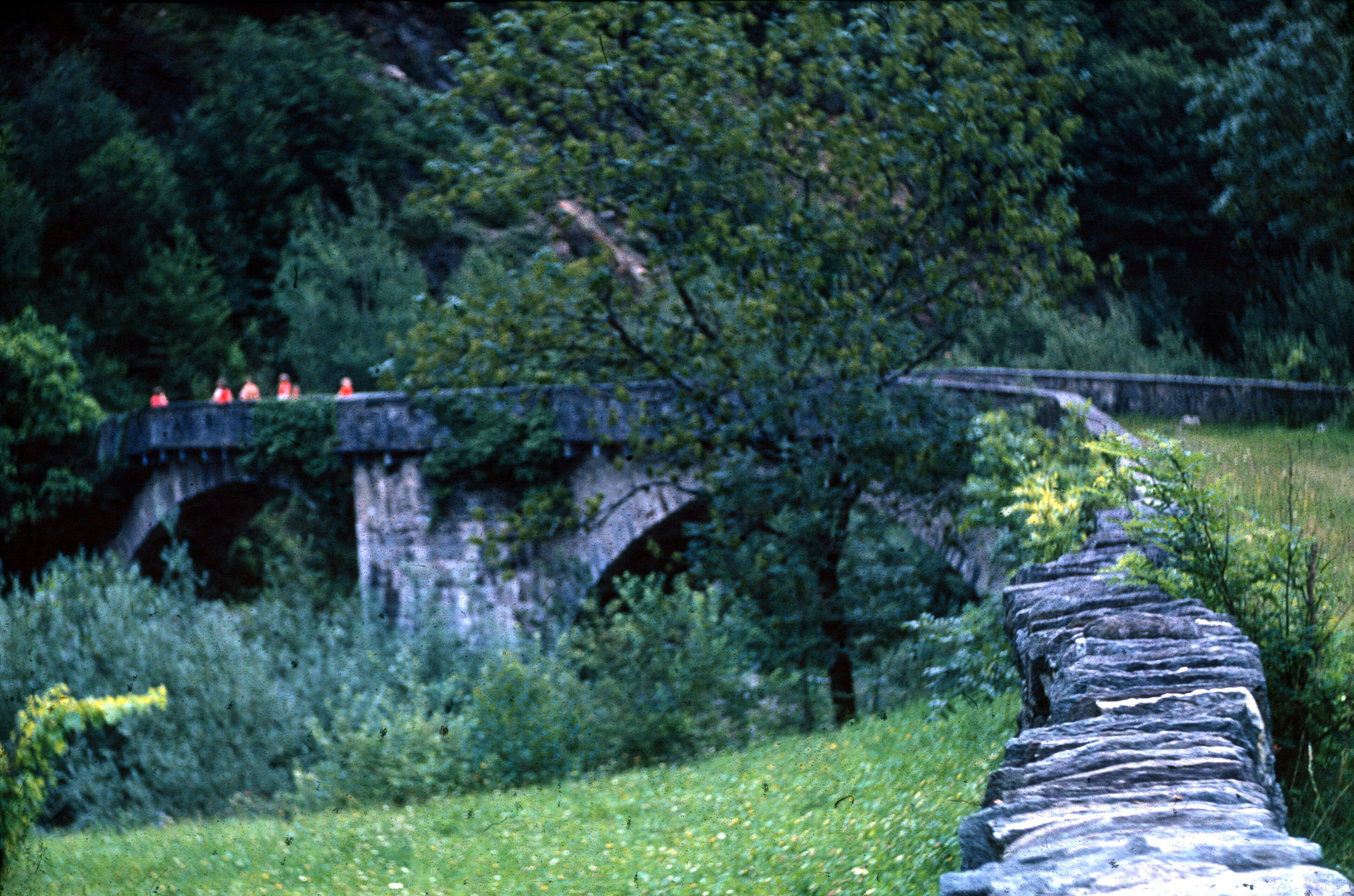
Steinbrücke
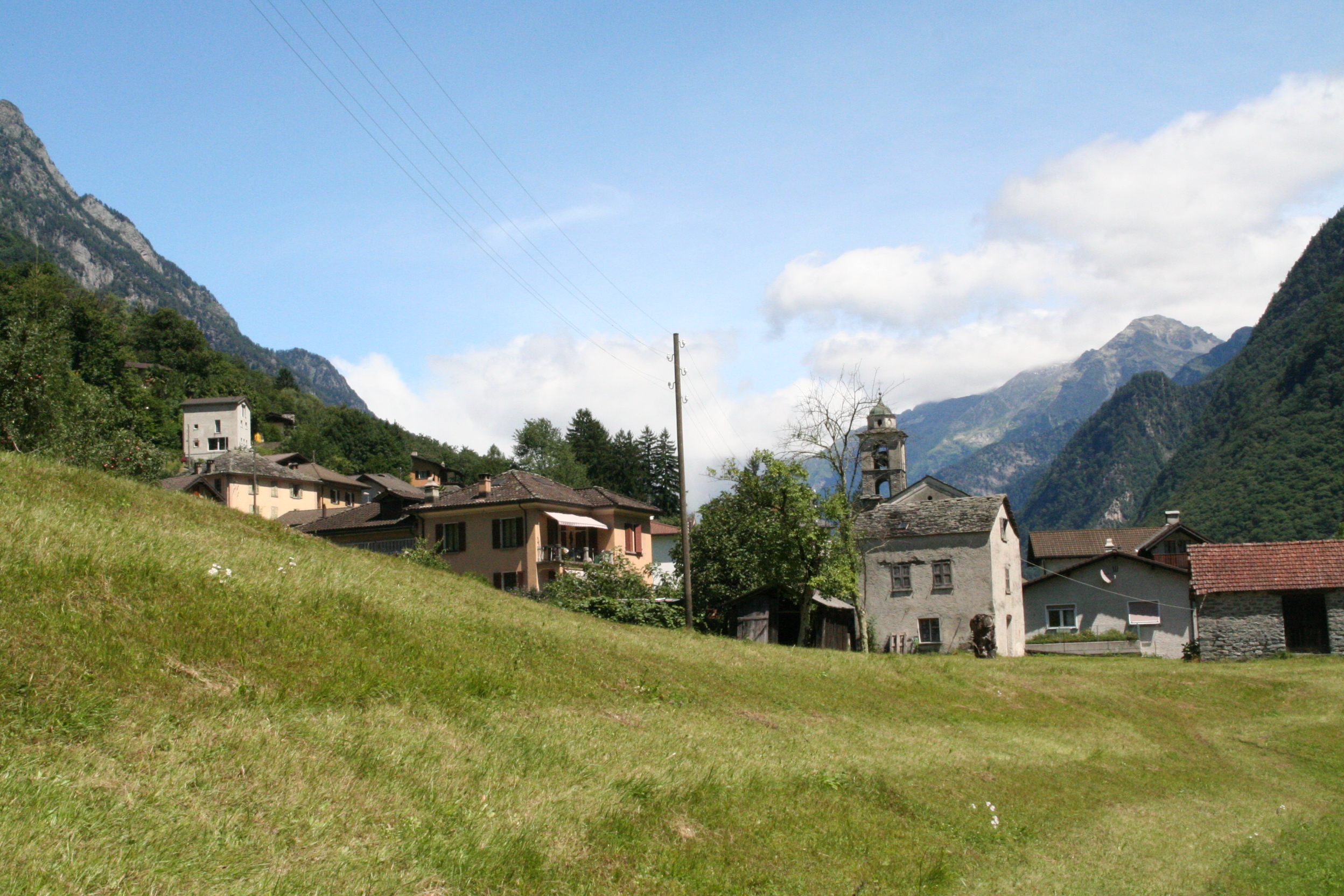
Fraktion Leggia
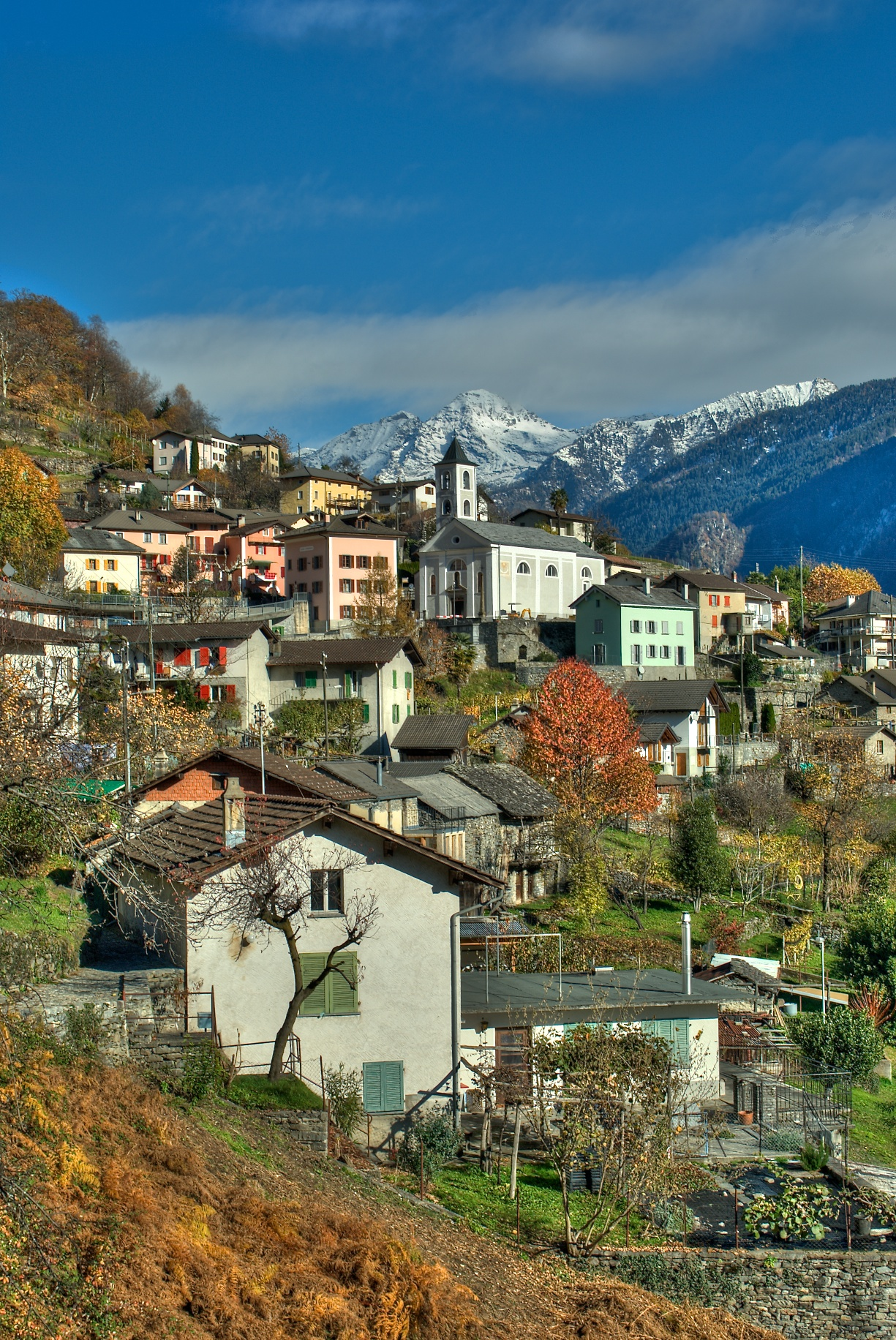
Fraktion Verdabbio